# Майло (Альберта)
Майло (англ. Milo) — село в Канаді, у провінції Альберта, у складі муніципального району Вулкан.

## Населення
За даними перепису 2016 року, село нараховувало 91 особу, показавши скорочення на 25,4%, порівняно з 2011-м роком. Середня густина населення становила 93,3 осіб/км².
З офіційних мов обидвома одночасно володіли 5 жителів, тільки англійською — 85. Усього 10 осіб вважали рідною мовою не одну з офіційних.
Працездатне населення становило 50 осіб (55,6% усього населення), усі були зайняті. 60% осіб були найманими працівниками, а 30% — самозайнятими.
Середній дохід на особу становив $12 013 (медіана $12 002), при цьому для чоловіків — $12 013, а для жінок $12 013 (медіани — $12 002 та $12 002 відповідно).
27,8% мешканців мали закінчену шкільну освіту, не мали закінченої шкільної освіти — 16,7%, 55,6% мали післяшкільну освіту, з яких 20% мали диплом бакалавра, або вищий.
| Статево-вікова структура населення | Статево-вікова структура населення | Статево-вікова структура населення | Статево-вікова структура населення | Статево-вікова структура населення |
| ---------------------------------- | ---------------------------------- | ---------------------------------- | ---------------------------------- | ---------------------------------- |
|                                    |                                    |                                    |                                    |                                    |
| Всього                             | Всього                             | 52,6%47,4%                         |                                    |                                    |
| 0 — 14 років                       | 0 — 14 років                       |                                    | 5,6%                               | 5,6%                               |
| 15 — 64 років                      | 15 — 64 років                      |                                    | 61,1%                              | 61,1%                              |
| 65 і більше                        | 65 і більше                        |                                    | 33,3%                              | 33,3%                              |
| 85 і більше                        | 85 і більше                        |                                    | 5,6%                               | 5,6%                               |
| Середній вік (років)               | Середній вік (років)               | 50,957,4                           | 54,1                               | 54,1                               |
| Медіана (років)                    | Медіана (років)                    | 54,560,5                           | 57,2                               | 57,2                               |
| — чоловіки — жінки                 |                                    |                                    |                                    |                                    |

| Походження мешканців:     | Походження мешканців:     | Походження мешканців: | Походження мешканців: | Походження мешканців: |
| ------------------------- | ------------------------- | --------------------- | --------------------- | --------------------- |
| Походження                |                           |                       | осіб                  | %                     |
| Корінні американці        | Корінні американці        |                       | 0                     | 0%                    |
| Інше північноамериканське | Інше північноамериканське |                       | 30                    | 31.58%                |
| Європейське               | Європейське               |                       | 85                    | 89.47%                |
| британське                | британське                |                       | 65                    | 68.42%                |

| Зайнятість населення за галузями (за класифікацією NOC): | Зайнятість населення за галузями (за класифікацією NOC): | Зайнятість населення за галузями (за класифікацією NOC): | Зайнятість населення за галузями (за класифікацією NOC): | Зайнятість населення за галузями (за класифікацією NOC): |
| -------------------------------------------------------- | -------------------------------------------------------- | -------------------------------------------------------- | -------------------------------------------------------- | -------------------------------------------------------- |
|                                                          |                                                          |                                                          |                                                          |                                                          |
| Бізнес, фінанси та адміністрування                       | Бізнес, фінанси та адміністрування                       |                                                          | 33,3%                                                    | 33,3%                                                    |
| Освіта, правозахист, муніципальні та урядові служби      | Освіта, правозахист, муніципальні та урядові служби      |                                                          | 22,2%                                                    | 22,2%                                                    |
| Гуртова торгівля, транспорт та обладнання                | Гуртова торгівля, транспорт та обладнання                |                                                          | 33,3%                                                    | 33,3%                                                    |

## Клімат
Середня річна температура становить 4,6°C, середня максимальна – 23,2°C, а середня мінімальна – -16,9°C. Середня річна кількість опадів – 391 мм.
| Клімат поселення                              | Клімат поселення | Клімат поселення | Клімат поселення | Клімат поселення | Клімат поселення | Клімат поселення | Клімат поселення | Клімат поселення | Клімат поселення | Клімат поселення | Клімат поселення | Клімат поселення | Клімат поселення |
| Показник                                      | Січ.             | Лют.             | Бер.             | Квіт.            | Трав.            | Черв.            | Лип.             | Серп.            | Вер.             | Жовт.            | Лист.            | Груд.            |                  |
| Середній максимум, °C                         | −3,72            | −0,44            | 4,71             | 11,84            | 17,53            | 21,84            | 23,16            | 22,94            | 17,60            | 11,97            | 3,26             | −2,2             |                  |
| Середня температура, °C                       | −10,32           | −7,03            | −1,89            | 5,26             | 10,94            | 15,25            | 17,48            | 17,28            | 11,95            | 6,30             | −2,39            | −7,86            |                  |
| Середній мінімум, °C                          | −16,91           | −13,62           | −8,48            | −1,34            | 4,36             | 8,66             | 11,84            | 11,64            | 6,29             | 0,64             | −8,05            | −13,52           |                  |
| Норма опадів, мм                              | 14               | 14               | 23               | 32               | 54               | 72               | 49               | 45               | 42               | 16               | 15               | 15               |                  |
| Середньомісячна швидкість вітру, м/с          | 4.13             | 3.86             | 4.30             | 4.31             | 4.20             | 3.90             | 3.50             | 3.40             | 3.80             | 4.23             | 4.40             | 4.10             |                  |
| Середньомісячна сонячна радіація, кДж/м²·день | 4218             | 7752             | 12716            | 17175            | 20815            | 22170            | 23455            | 19963            | 14087            | 8504             | 4480             | 3281             |                  |
| --------------------------------------------- | ---------------- | ---------------- | ---------------- | ---------------- | ---------------- | ---------------- | ---------------- | ---------------- | ---------------- | ---------------- | ---------------- | ---------------- | ---------------- |
| Джерело:                                      |                  |                  |                  |                  |                  |                  |                  |                  |                  |                  |                  |                  |                  |